# Couleur franche
Couleur franche (titre original : In a True Light) est un roman de John Harvey publié en 2001 en Angleterre et en 2004 en France dans la collection Rivages/Noir avec le numéro 511.

## Résumé
Sloane est un peintre faussaire qui vient de purger une peine de deux ans de prison. Une de ses anciennes maîtresses, Jane Graham, artiste aux États-Unis, lui écrit car avant de décéder elle veut l’informer qu’elle a eu une fille, Connie, dont il est le père. Connie est chanteuse de jazz à New York. Sloane part à New York pour faire connaissance de sa fille. Il s’aperçoit qu’elle est sous la coupe d’un psychopathe soupçonné d’avoir tué sa première femme.

## Autour du livre
Dans ses remerciements John Harvey cite particulièrement le poète et journaliste Wiilliam Corbett qui l’a aidé dans ses recherches sur la vie culturelle new-yorkaise.
La quatrième page de couverture de l’édition française cite Michael Connelly pour qui les histoires de John Harvey ont « leur poids de chair et de sang ».